# 투오니
투오니(핀란드어: Tuoni tuo̯ni[*])는 핀란드 신화에서 투오넬라의 신이자 어둠의 의인화로, 투오네타르의 남편이다. 투오니와 투오네타르 사이 자녀로는 고통의 신인 키푸튓퇴(Kipu-Tyttö), 투오넨포이카(Tuonenpoika) 및 로비아타르가 있다. 투오니가 인간형으로 나타날 때에는 양손에 손가락이 세개이며 어둠의 모자를 쓴 노인으로 나타난다.